# Pony Pony Run Run
I Pony Pony Run Run sono un gruppo musicale power pop francese attivo dal 2003.

## Storia del gruppo
Il gruppo si è formato ad Angers e i componenti del gruppo, inizialmente cinque e dal 2009 tre, usano come pseudonimi le lettere dell'alfabeto.
Hanno pubblicato l'album d'esordio You Need Pony Pony Run Run nel giugno 2009. Il disco è in lingua inglese ed ha raggiunto la posizione #17 della classifica Syndicat national de l'édition phonographique.
Nel 2010 hanno vinto il premio "gruppo rivelazione" nell'ambito dei Victoires de la musique. Inoltre si sono aggiudicati il premio MTV Europe Music Award al miglior artista francese.
Nel 2012 hanno pubblicato il secondo album.

## Formazione
Attuale
- Gaëtan Réchin Lê Ky-Huong (G) - voce, chitarra
- Amaël Réchin Lê Ky-Huong (A) - basso
- Antonin Pierre (T) - tastiere

Ex componenti
- S - chitarra, cori (2003-2008)
- F - batteria (2003-2009)

## Discografia

### Album in studio
- 2009 – You Need Pony Pony Run Run
- 2012 – Pony Pony Run Run
- 2016 – Voyage Voyage